# O Triunfo da Morte (Palermo)
O Triunfo da Morte é um afresco na Galeria Regional do Palazzo Abatellis, em Palermo, sul da Itália. É considerada uma das obras mais representativas do final da pintura do gótico na Itália. O autor da obra, data de cerca de 1446, é desconhecido, podendo ter sido Guillaume Spicre da Borgonha ou Pisanello.
A obra vem da corte do Palazzo Sclafani, também em Palermo. Devido a seu alto refinamento, a pintura dve ter sido encomendada pelos reis aragoneses do Reino da Sicília a um artista catalão ou provençal. O tema acerca do Triunfo da Morte, oriundo da Roma Antiga e adaptado para o Cristianismo, já era popular na Europa no século XIV, mas aqui a obra ressalta o lado macabro e grotesco. O afresco foi dividido em quatro partes que estão hoje na Galeria Regional do Palazzo Abbatellis.